# Bódog
Bódog est un ancien prénom hongrois masculin, devenu rare.

## Étymologie
Bódog est une forme ancienne, aujourd'hui dialectale, du hongrois moderne boldog « heureux », mais son sens était à l'époque en hongrois ancien « riche ».

## Équivalents
- Félix, sur la base du sens « heureux ».

## Personnalités portant ce prénom
- Bódog Somló ou Felix Somló, juriste (1873-1920)
- Bódog Török (en), handballeur (1923-2012)